# Xã Monroe, Quận Allen, Ohio
Xã Monroe (tiếng Anh: Monroe Township) là một xã thuộc quận Allen, tiểu bang Ohio, Hoa Kỳ. Năm 2010, dân số của xã này là 2.226 người.